# Dotterbloem (geslacht)
Dotterbloem (Caltha) is een geslacht van overblijvende, kruidachtige planten met een wortelstok uit de ranonkelfamilie (Ranunculaceae), waaraan tien soorten zijn toegeschreven. Ze groeien in koele en gematigde gebieden in Eurazië, Noord-Amerika, de Andes, Patagonië, Nieuw-Zeeland en zuidoostelijk Australië onder natte omstandigheden. Hun bladeren zijn over het algemeen hart- of niervormig, of de oren aan de voet van het blad zijn over het blad gevouwen zodat het een beetje doet denken aan een opengeslagen boek. De bloemen zijn actinomorf. Echte kroonbladen en honingklieren ontbreken, maar de kelkbladen zijn opvallend, meestal geel of wit gekleurd. Zoals gebruikelijk bij de boterbloemfamilie staan er meestal veel meeldraden rondom de (in dit geval twee tot vijfentwintig) vruchtbeginsels die elk bestaan uit een vrij vruchtblad dat zich later ontwikkelt tot een kokervrucht met enkele zaden.
In Europa komt slechts één soort voor, de gewone dotterbloem (Caltha palustris), die ook in België en Nederland te vinden is.

## Naamgeving
De geslachtsnaam Caltha is afgeleid van het Oudgriekse κάλαθος (kalathos) en betekent "kelk", hetgeen zou verwijzen naar de vorm van de bloem.

## Kenmerken
Caltha-soorten zijn zeer lage tot middelhoge (1–80 cm), kale, meerjarige, kruidachtige planten met gesteelde bladeren in een wortelrozet en verder soms nog een of meer kortgesteelde of zittende bladeren verspreid aan de stengel. Deze bladeren zijn enkelvoudig (bij alle soorten van het noordelijk halfrond), of hebben een paar lobben aan de basis (bij C. sagittata) die meestal een min of meer rechte hoek maken met de rest van het blad, maar soms (in enkele noordelijke populaties) in hetzelfde vlak liggen, of de lobben zijn sterk gevouwen over de eindlob en vormen twee of soms drie bladvormige uitsteeksels aan de bovenkant van het blad (in de rest van de soorten).
De bloemen staan alleen op een korte bloeistengel in het midden van de bladrozet (zuidelijke soorten) of in een meest armbloemige tros zonder of met een of meer bladachtige steunbladen.
De noordelijke soorten hebben nier- tot (langwerpig) hartvormige bladeren en steunbladeren, met een bijna gave, gezaagde of gekartelde rand. Zuidelijke soorten verschillen in hun bladvorm. C. appendiculata heeft een lepelvormige blad met gave rand en een ingerande top of het blad is in drie gespleten met een inranding aan de top van elke lob. Het blad van  C. dionaeifolia bestaat uit een linker en rechter ovale helft die duidelijk bij de nerf naar boven is gevouwen en waarvan de gave rand voorzien is van stijve tanden, terwijl de uitsteeksels hetzelfde zijn gebouwd maar  ½–⅔× zo groot zijn. C. sagittata heeft pijlvormige bladeren met een gave rand en driehoekige lobben aan de voet die al of niet over het blad heen gevouwen zijn. C. introloba heeft smal pijlvormige tot langwerpig eironde bladeren met een licht gekartelde rand en langwerpig driehoekige aanhangsels boven op het blad ongeveer ⅔× zo lang als het blad. C. novae-zelandiae heeft spadevormige bladeren die iets langer dan breed zijn met een ronde en iets uitgerande top met een licht gekartelde rand en driehoekige aanhangsels aan de bovenkant van het blad met een stompe top die tot half zo lang zijn als het blad. Tot slot heeft C. obtusa ook spadevormige bladeren, met een ronde en iets uitgerande top, maar deze zijn ongeveer even breed als lang, zijn duidelijk gekarteld, met name aan de basis en hebben aanhangsels die ¾× zo lang zijn als het blad en eveneens een duidelijk gekartelde buitenrand hebben maar een gave en bijna rechte binnenrand.
De alzijdig symmetrische bloemen hebben geen kroonbladeren en honingklieren, maar de vijf tot negen (soms vier of tot maximaal dertien) vrije kelkbladeren zijn opvallend geel tot wit, of soms roze tot cyclaamkleurig. De vorm van de kelkbladeren varieert van breed eirond en omgekeerd eirond tot langwerpig. Het aantal meeldraden varieert van zes tot negen bij de kleinste soort (C. dionaeifolia) tot zestig tot honderdtwintig bij de grootste (C. palustris) en evenzeer wisselt het aantal vruchtbladen tussen twee tot vijf en vijf tot vijfentwintig. De meeldraden vormen een krans om de vruchtbladen en beide zijn ingeplant op een min of meer vlakke of bolvormige (bij C. natans) bloembodem.
Het pollen is geel en heeft drie overlangse groeven (of tricolpaat) behalve bij C. leptosepala subsp. howellii die pollen heeft met ronde poriën over het gehele oppervlak (of pantoporaat) of een overgangstype (pantocolporaat), en bij C. palustris var. alba, waar beide pollen types voorkomen.
Elk vruchtblad bevat een aantal zaadknoppen in een rij. Deze ontwikkelen zich meestal tot zittende kokervruchten met een 1–2 mm lang, recht of licht gebogen snaveltje. Daarin bevinden zich ovale of bolvormige, lichtbruine tot zwarte, ongevleugelde zaden. Bij C. scaposa en soms bij C. leptosepala zijn de vruchten kort gesteeld. C. natans is een drijvende waterplant die soms op modder overleeft, maar alle andere soorten zijn landplanten van vochtige bodems.

## Sleutel
Deze sleutel maakt gebruik van de taxonomische opvattingen en beschreven kenmerken in Smit (1973).
| 1 | Bladachtige uitgroeisels op het bovenoppervlak van de bladeren, of pijlvormige bladeren met de oren aan de voet meestal over omhoog gevouwen. Bloemen altijd alleenstaand op een korte bladloze steel, die echter na de bloei langer wordt. Pollen altijd tricolpaat (microskoop). Bij C. novae-zelandiae missen sommige planten de uitgroeisels, maar deze planten zijn tot omstreeks 10 cm met spadevormige bladeren. → 2 |
| - | Bladeren nier- tot langwerpig hartvormig, altijd zonder bladachtige uitgroeisels op het blad. Bloemen alleenstaand op langere stengels of in een tros, al of niet met bladachtige steunbladen. Pollen tricolpaat, pantocolpaat of pantoporaat. Planten meest groter dan 10 cm. → 7 |
| 2 | Uitgroeisels vergroeid met het bovenoppervlak van het blad. Blad langwerpig-driehoekig, spade- of lepelvormig of ingesneden met drie lobben. Planten meest 1–12 cm hoog, in een soort bij uitzondering tot 20 cm. → 3 |
| - | Oren aan de voet van het blad meestal gevouwen zodat ze een scherpe hoek vormen met de rest van het breed-pijlvormige blad, of soms in hetzelfde vlak. Bloemen tweeslachtig met vijf tot zeven ivoorkleurige kelkbladen die later gelig groen verkleuren. Plant meestal 10–30 cm hoog. Groeit op vochtige open plaatsen in Argentinië, Bolivia, Chili, Ecuador, de Falklandeilanden, en Peru. → Caltha sagittata |
| 3 | Bladeren lang-driehoekig, spade- of lepelvormig of verdeeld in drie lobben. → 4 |
| - | Bladeren verdeeld in ovale linker en rechter lobben met een gave rand die bezet is met een rij tandachtige haren, zodat het blad doet denken aan dat van de venusvliegenvanger. De uitgroeisels zijn als het blad, maar kleiner. De tweeslachtige bloem heeft vijf tot zeven dof groengele kelkblaadjes met een vliezige top en later kunnen de nerven en de top dofpaars aanlopen. Dwergsoort van 1–3 cm hoog. Zuidelijk Argentinië en Chili tussen 50°S en 56°S, met inbegrip van Kaap Hoorn. → Caltha dionaeifolia |
| 4 | Bladeren lang-driehoekig of spadevormig. Bloemen tweeslachtig. → 5 |
| - | Bladeren lepelvormig met een gave rand en een ingerande top, of ingesneden in drie lobben elk met een ingerande top. Twee of drie uitgroeisels. Functioneel tweehuizige planten met ivoorkleurige tot vaalgele kelkbladeren, later soms met paarsig aangelopen randen. Zuidelijke Andes van Argentinië en Chili, tussen 35°S en 53°S in vochtig grasland. → Caltha appendiculata |
| 5 | Blad spadevormig. → 6 |
| - | Blad langwerpig-driehoekig tot pijlvormig, met twee smalle uitgroeisel die ongeveer ⅔× zo lang zijn als het blad. Bloem met vijf tot acht langwerpige witte kelkblaadjes. In grindrijke smeltbanen in de Australische Alpen en op Tasmanië. → Caltha introloba |
| 6 | Spadevormige bladeren iets langer dan breed, met een licht gekartelde rand en een stompe, iets ingerande top. Uitgroeisels driehoekig met een licht gekartelde rand en een stompe top, tot half zo lang als het blad, en soms afwezig. Bloemen met vijf tot acht (veelal bleek)gele smal-eironde kelkblaadjes (het breedst tussen de basis en het midden). Vochtige montane en subalpiene velden zuidelijk van 39°S in Nieuw-Zeeland. → Caltha novae-zelandiae |
| - | Spadevormige bladeren ongeveer even lang als breed, met een gekartelde rand die aan de voet neigt tot ondiepe lobben, met een stompe, ingerande top. Uitgroeisels meer dan half zo lang als het blad met een diepgekartelde buitenrand. Bloemen met vijf tot acht smalle omgekeerd eironde witte kelkblaadjes (het breedst tussen de top en het midden). Subalpiene velden op het Zuidereiland van Nieuw-Zeeland. → Caltha obtusa |
| 7 | Plant met bladeren in de lucht en rechtopstaande of opstijgende stengels die soms na de bloei wortels vormen. Bloemen meer dan 1½ cm met vier tot acht kelkbladeren. → 8 |
| - | Waterplant met drijvende of kruipende stengels die wortelen op de knopen, met vaak drijvende niervormige bladeren van 2–5 cm, soms paars aangelopen. Bloemen ongeveer 1 cm in doorsnede (maximaal 13 mm) met vier of meestal vijf witte of bleekroze kelkblaadjes. Groeit in zoet water of op slijk in Noord-Amerika en noordelijk Azië. → Caltha natans |
| 8 | Planten 8 to 40 cm. Stengels met een of twee bloemen, al of niet met een steunblad en nooit wortelend op de knopen. Kokervruchtjes zittend of zeer kort gesteeld (stipitaat). → 9 |
| - | Planten 10 to 80 cm. Stengels meestal met vier tot negen, maar soms minder bloemen, soms na de bloei wortelend op de knopen. Meestal planten met gele bloemen en tricolpaat pollen, maar er bestaat een variëteit met witte kelkblaadjes en meest pantoporaat pollen, en een variëteit met cyclaamkleurige kelkblaadjes. Kokervruchten altijd zittend. Komt voor in moerassen en vennen, sloten, natte bossen en oevers van beken en rivieren van alpiene weides tot rivierdelta’s, en is wijd verspreid in arctisch en gematigd Europa, Azië en Noord-Amerika, maar ontbreekt op Frans Jozefland, Spitsbergen, Groenland, Baffineiland, Devoneiland en Ellesmere-eiland. → Caltha palustris - Bloemen geel, met stengels die niet na de bloei wortelen op de knopen, met tricolpaat pollen. In het gehele verspreidingsgebied van de soort, ook in algemeen in België en Nederland. → var. palustris - Bloemen geel, kleinere planten, met armbloemige, opstijgende stengels die wortelen op de knopen na de bloei, met tricolpaat pollen. Aan de noordrand van het verspreidingsgebied van de soort en op eroderende oevers. → var. radicans - Bloemen geel, grotere planten, met rijkbloemige, rechtopstaande stengels die wortelen op de knopen na de bloei, met tricolpaat pollen. Zoetwatergetijdegebieden in West-Europa zoals De Biesbosch. → var. araneosa (alleen in Nederland erkend) - Bloemen wit, pollen pantoporaat of soms tricolpaat, niet na de bloei wortelen op de knopen. Tussen 2200 en 3500 m langs stroompjes in Afghanistan, Pakistan en het westelijk Himalayagebergte van Kasjmir tot noordelijk India. → var. alba - Bloemen cyclaamkleurig, niet na de bloei wortelen op de knopen, met tricolpaat pollen. Tussen 4000 en 5000 m in alpiene weides, mosrijke hellingen tussen struikjes en hoge kruiden in het oostelijke Himalayagebergte van Assam en zuidelijk Tibet. → var. purpurea Gekweekte planten met rode of oranjebruine bloemen zijn waarschijnlijk kruisingen tussen planten met gele en cyclaamkleurige bloemen. Planten met bloemen die uitsluitend bestaan uit vele rijen kelkbladeren worden regelmatig gekweekt en staan onder andere bekend als c.v. “Multiplex”, “Semiplena” of “Flore Plena”. |
| 9 | Planten 8–20 cm. Bladschijf langer dan breed. Bloemen met een of twee bijeen, elk met vijf tot negen gele eironde kelkbladen. Kokervruchten gesteeld. Pollen altijd tricolpaat. In moerassige alpiene vegetaties in het Himalayagebergte tussen 4000–6000 m van Nepal, Sikkim en zuidelijk Tibet tot Yunnan en Gansu in China. → Caltha scaposa |
| - | Planten 10–40 cm. Bladschijf breder dan lang tot langer dan breed. Bloemen met een of twee bijeen met soms een steunblad. Bloemen met meestal zeven tot negen (maar soms slechts vijf of zoveel als dertien) witte of zelden gele, langwerpig eironde tot langwerpige kelkblaadjes. Kokervruchten zittend of soms zeer kort gesteeld. Westelijk Noord-Amerika, van de Sierra Nevada, de Cascade Range en de Rocky Mountains, noordwaarts tot zuidwestelijk Alaska. → Caltha leptosepala Een complexe soort met twee ondersoorten in het zuidwesten en zuidoosten van z’n verspreidingsgebied, maar in het noorden komen de onderscheidende kenmerken voor in elke combinatie en zulke planten kunnen dus niet toegewezen worden aan een van beide ondersoorten. - Een of twee bloemen met witte langwerpig-eironde kelkblaadjes. De niervormige bladeren zijn tot 15 cm lang met een stompe top en de oren aan de basis raken elkaar of overlappen. Pollen pantoporaat of soms pantocolpaat. Open moerasvegetatie in the Sierra Nevada en de Cascade Range in California, westelijk Nevada, Oregon, westelijk Washington, en op Vancouvereiland. → ssp. howellii - Een of uitzonderlijk twee bloemen met witte lijnvormig-omgekeerd eironde kelkblaadjes. Bladeren langwerpig-hartvormig, tot 7 cm lang, met een stompe tot spitse top en de oren raken elkaar niet. Pollen tricolpaat. Open moerassige alpiene en subalpiene plaatsen in de Rocky Mountains van noordoostelijk Arizona, Colorado, zuidoostelijk Idaho, zuidelijk Montana, noordoostelijk Nevada, Utah en Wyoming. → ssp. leptosepala var. leptosepala - Kelkblaadjes geel. Natte alpiene en subalpiene weides in de Rocky Mountains van Montana en Idaho. → ssp. leptosepala var. sulphurea |

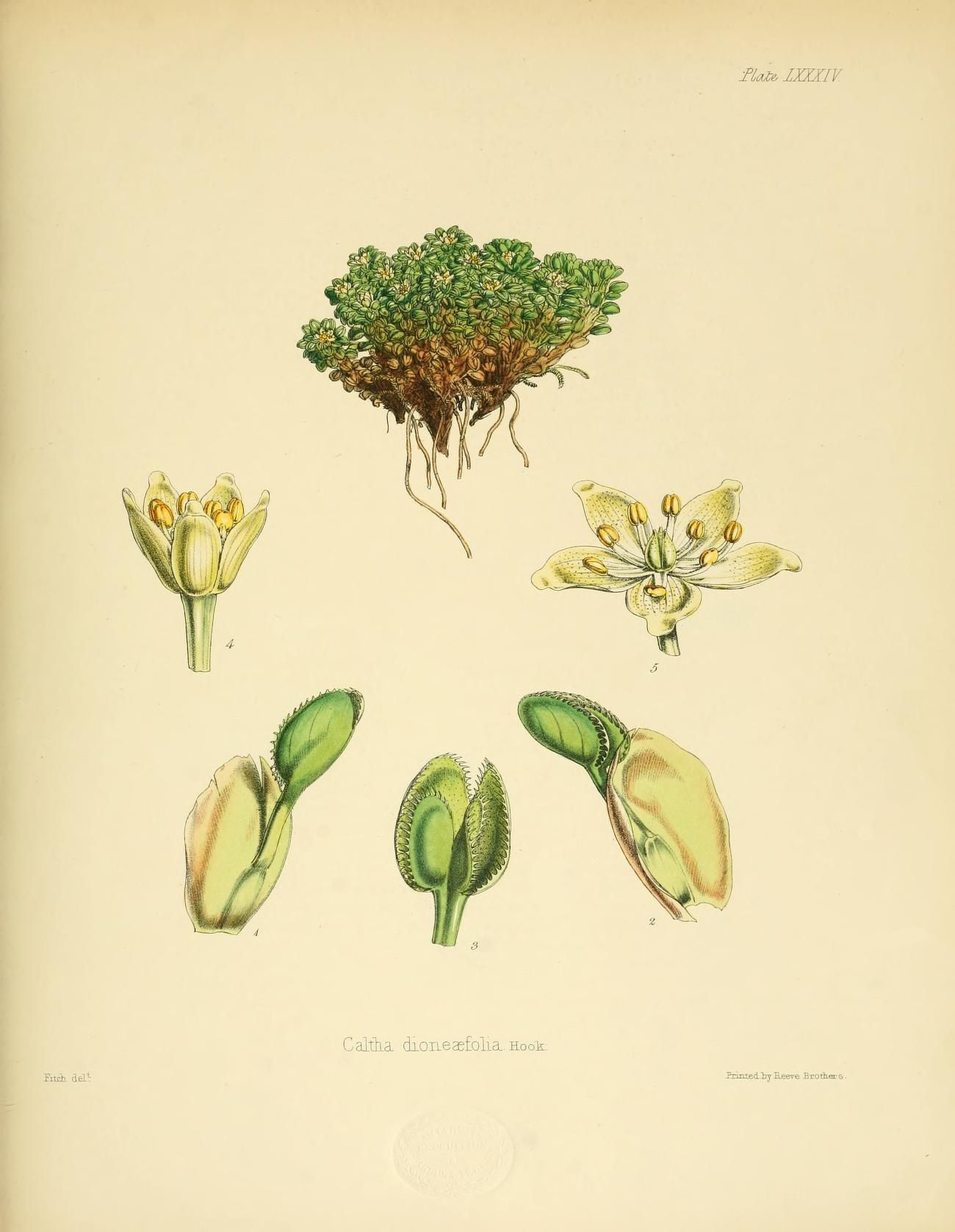
C. dionaeifolia
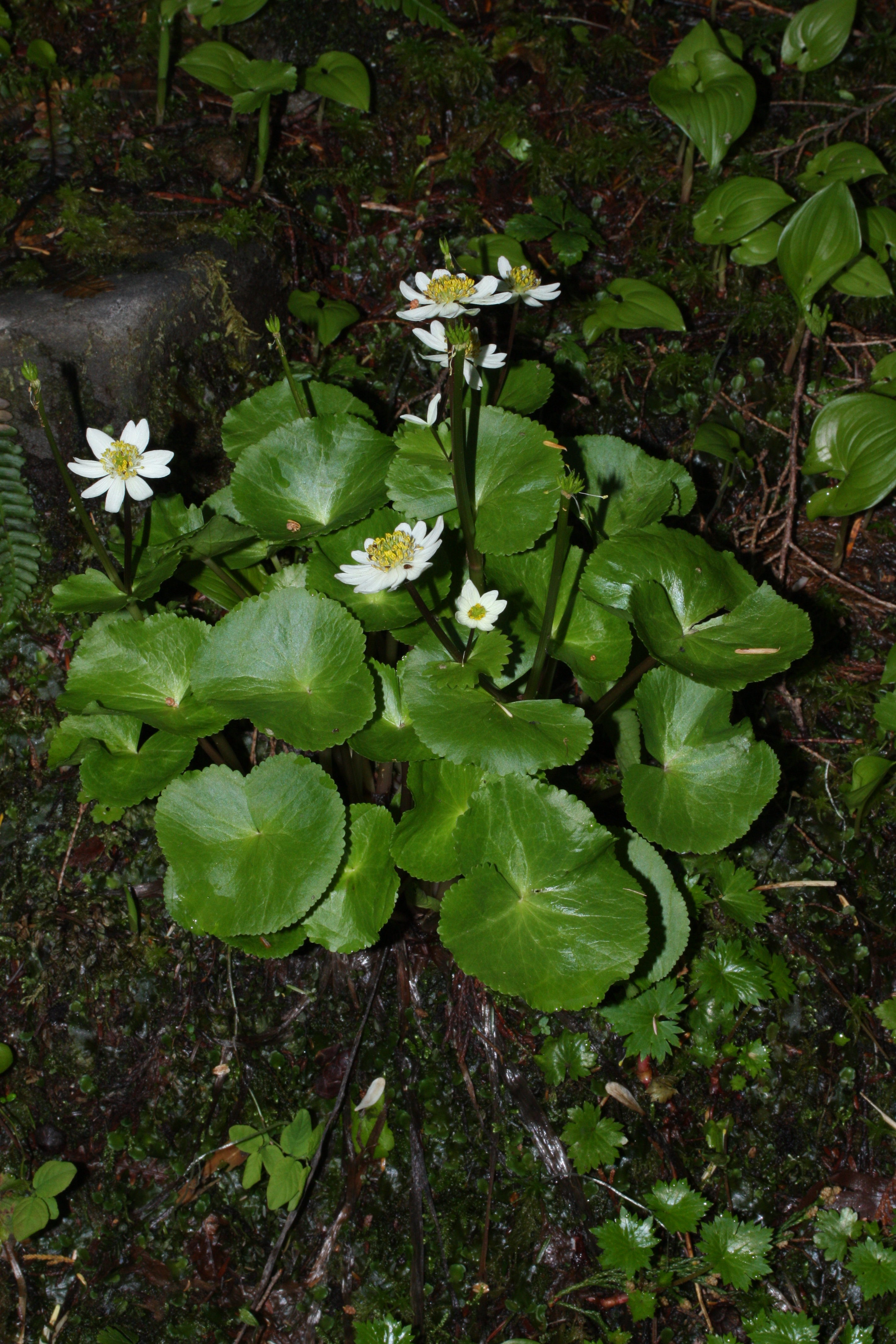
C. leptosepala subsp. howellii
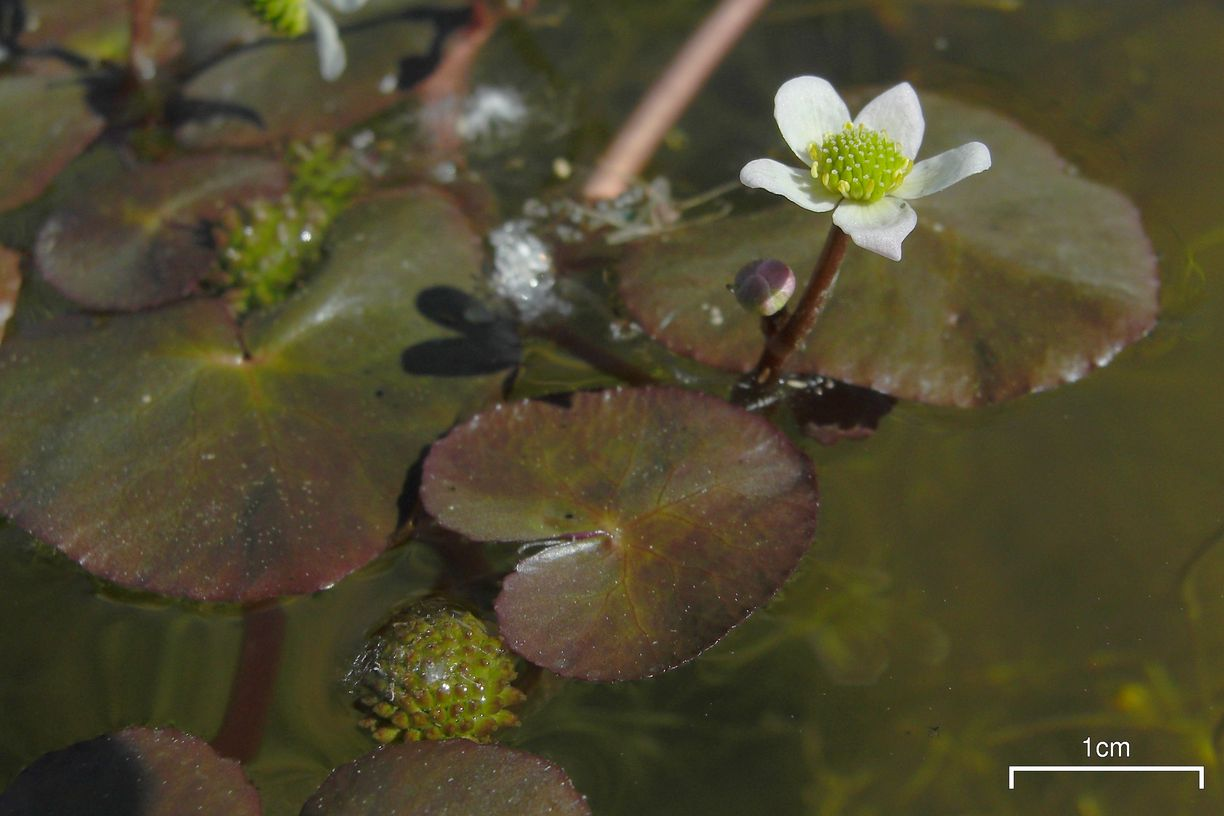
C. natans
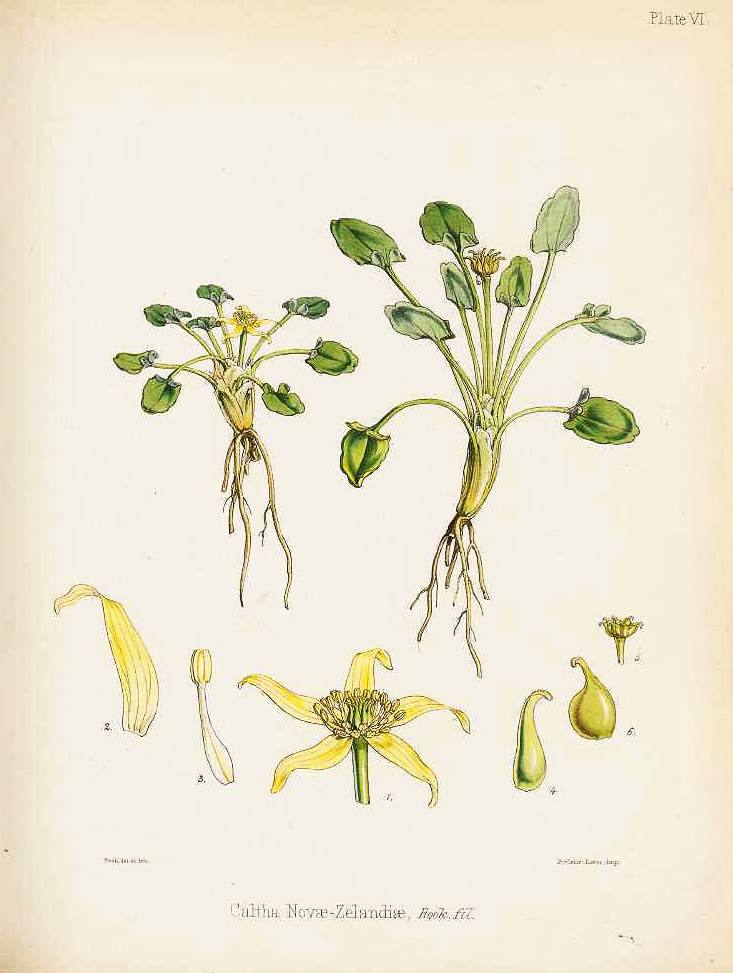
C. novae-zelandiae
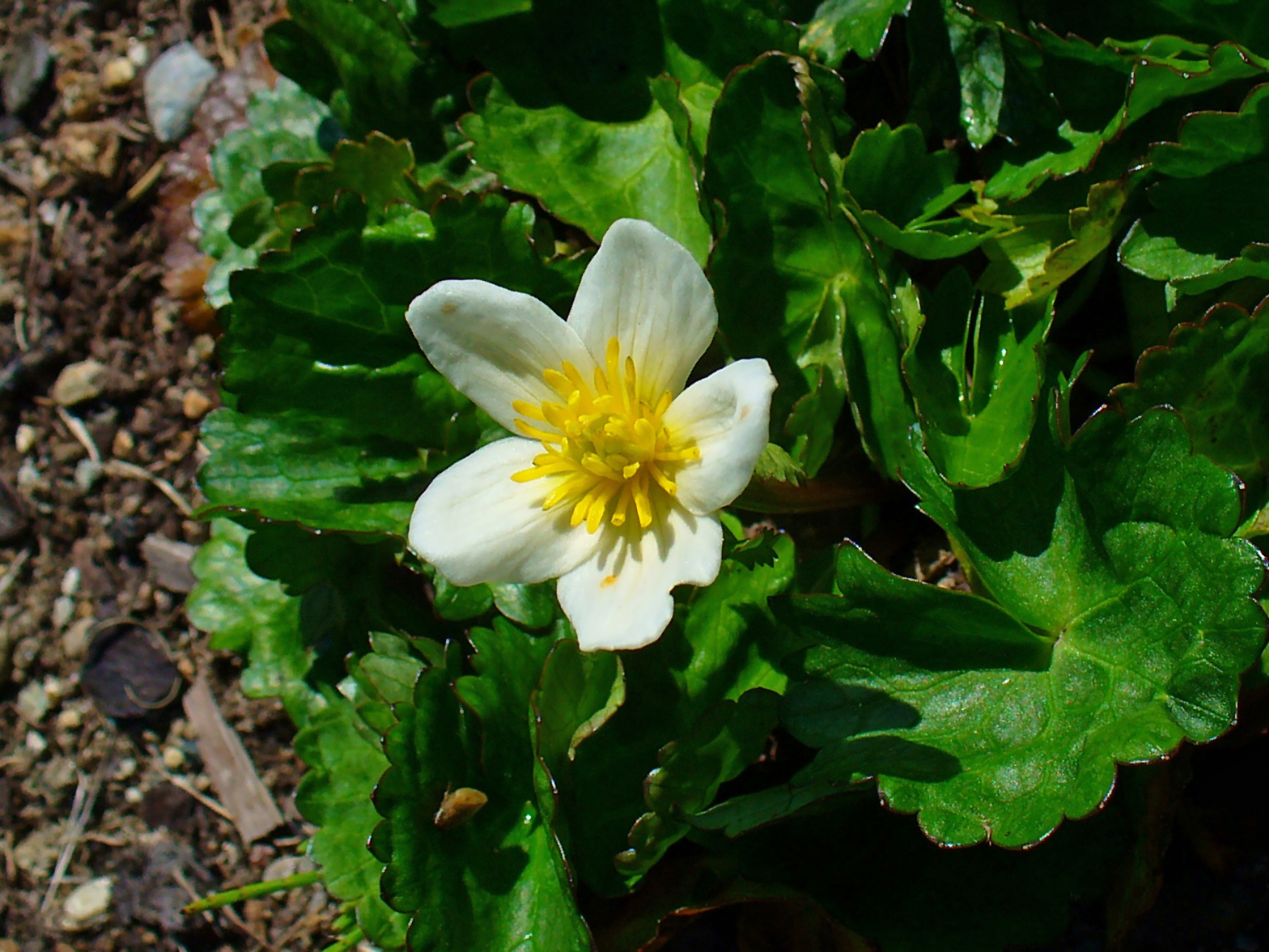
C. palustris var. alba
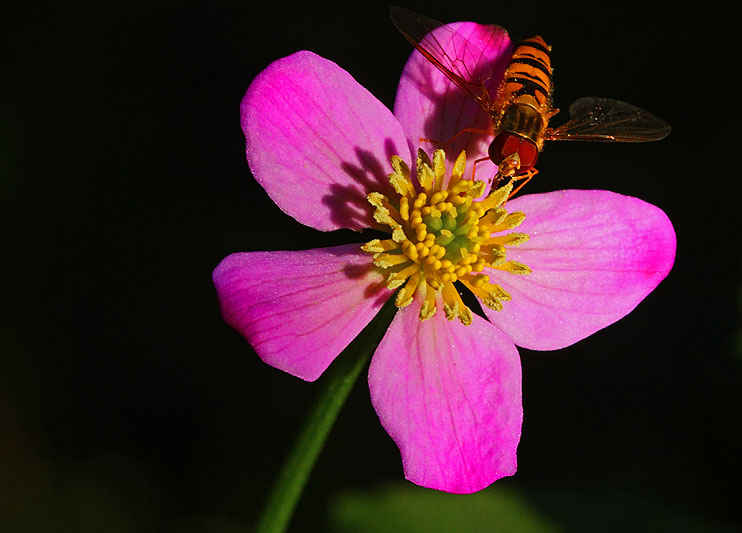
C. palustris var. purpurea
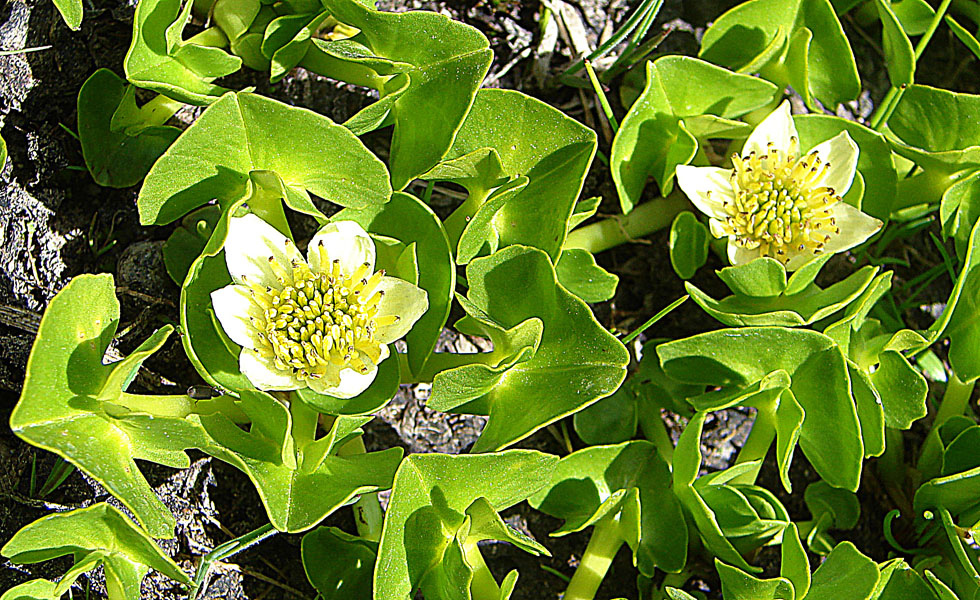
C. sagittata

## Taxonomie
Lange tijd werd Caltha verdeeld in twee secties: Populago (nu Caltha), waartoe alle soorten van het noordelijk halfrond werden gerekend, en Psychrophila dat alle soorten van het zuidelijk halfrond bevatte. Genetische analyse suggereert echter dat drie monofyletische groepen kunnen worden onderscheiden. C. natans blijkt de  zustersoort te zijn van alle andere soorten. Ook is duidelijk geworden dat C. leptosepala de zustersoort is van alle soorten die op het zuidelijk halfrond voorkomen en daarom zou moeten worden toegevoegd aan de Psychrophila sectie. Binnen die sectie vormen beide Nieuw-Zeelandse en de Australische soort een cluster, C. appendiculata en C. dionaeifolia het tweede cluster, terwijl de derde Zuid-Amerikaanse soort, C. sagittata, de zustergroep is van deze twee clusters. De resterende soorten op het noordelijk halfrond, C. palustris en C. scaposa vormen dan de nieuwe inhoud van de Caltha sectie. Dit suggereert dat het geslacht ontstaan is op het noordelijk halfrond en zich vanuit Noord-Amerika heeft verspreid naar Zuid-Amerika en vandaar naar Nieuw-Zeeland en Australië.Thacla Spach en Psychrophila DC worden ook wel als afzonderlijk geslachten beschouwd. Deze verwantschappen worden weergegeven in de onderstaande boom.
- Sectie Thacla
  -  Caltha natans Pall.
- - Sectie Caltha L. (1753)
    - Caltha palustris L. (1753)  (Gewone dotterbloem)
    -  Caltha scaposa Hook.f. & Thomson (1855) 

  -  Sectie Psychrophyla DC. (1817)
    - Caltha leptosepala ssp. howellii
    -  
      - Caltha leptosepala  DC. (1818) ssp. leptosepala
      -  
        - Caltha sagittata Cav. (1799)
        -  
          -  
            - Caltha appendiculata Pers. (1806)
            -  Caltha dionaeifolia Hook.f. (1843) 

          -  
            - Caltha novae-zelandiae F.Muell. (1855)
            - Caltha obtusa Cheeseman (1901)
            -  Caltha introloba Hook.f. (1853)

### Opnieuw toegewezen soorten
Enkele soorten die ooit zijn beschreven als deel van het geslacht Caltha zijn later bij andere geslachten ingedeeld.
- C. bisma = Aconitum, onbepaalde soort
- C. camschatica = Oxygraphis glacialis
- C. codua = Aconitum, onbepaalde soort
- C. glacialis = Oxygraphis glacialis
- C. hiranoi = Ranunculus ficaria
- C. nirbisia = Aconitum, onbepaalde soort
- C. officinalis = Calendula officinalis[6]

... · Aconitum (Monnikskap) · Actaea · Adonis · Aquilegia (Akelei) · Anemone (Anemoon) · Caltha (Dotterbloem) · Clematis · Consolida (Ridderspoor) · Delphinium (Ridderspoor) · Eranthis · Helleborus (Nieskruid) · Hepatica · Myosurus · Nigella (Nigelle) · Pulsatilla · Ranunculus (Boterbloem) · Thalictrum (Ruit) · Trollius · ...